# Kraje Korony Świętego Stefana

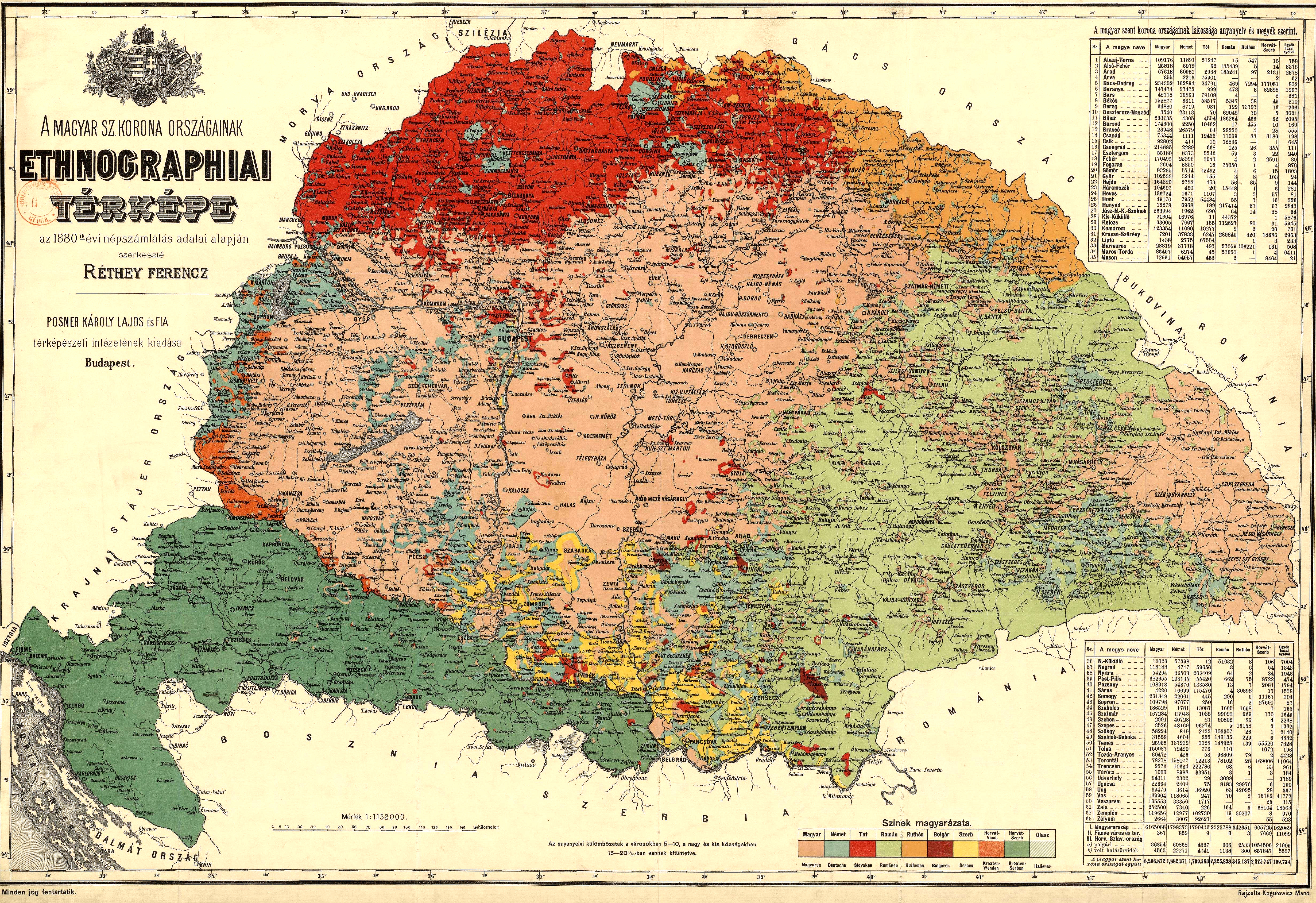
Mapa etnograficzna Królestwa Węgier wg spisu 1880

Kraje Korony Świętego Stefana (węg. Szent István Koronájának Országai), pot. Zalitawia, Translitawia (węg. Transzlajtánia) – oficjalna nazwa węgierskiej części dualistycznych Austro-Węgier, używana po zawarciu austriacko-węgierskiego porozumienia w 1867 roku. Nazwa wywodzi się od symbolu Królestwa Węgier, korony świętego Stefana według tradycji przesłanej w 1000 roku świętemu Stefanowi, pierwszemu węgierskiemu władcy, przez papieża Sylwestra II (obecnie przechowywanej w Budapeszcie, w budynku parlamentu). Potoczna nazwa Zalitawia (Translitawia) pochodzi od rzeki Litawy, która po części była naturalną granicą między Cesarstwem Austrii a Królestwem Węgier.
W skład Krajów Korony Świętego Stefana wchodziło Królestwo Węgier wraz z Siedmiogrodem, Trójjedyne Królestwo Chorwacji, Slawonii i Dalmacji oraz miasto Rijeka (przynależność miasta była przedmiotem sporu pomiędzy Węgrami i Chorwacją – w praktyce Rijeka była obszarem wydzielonym pozostającym pod bezpośrednią władzą Budapesztu).

## Demografia
| Rok  | Węgrzy    | Węgrzy % | Populacja  |
| ---- | --------- | -------- | ---------- |
| 1851 | 4 819 170 | 36,5%    | 13 203 205 |
| 1880 | 6 478 720 | 41%      | 15 801 756 |
| 1900 | 8 742 301 | 41,5%    | 21 065 785 |

Źródło

## Pozostałe nazwy

### Inne nazwy w języku węgierskim
Szent Korona Országai – Kraje Świętej Korony, Magyar Korona Országai – Kraje Węgierskiej Korony, Magyar Szent Korona Országai – Kraje Świętej Węgierskiej Korony

### Nazwy w innych językach
- niemiecki: Länder der ungarischen Krone – Kraje Węgierskiej Korony, Länder der heiligen Stephanskrone – Kraje Świętej Korony Stefana, Länder der heiligen ungarischen Stephanskrone – Kraje Świętej Węgierskiej Korony Stefana; pot. i nieof. ungarische Reichshälfte – węgierska połowa cesarstwa, Transleithanien – Translitawia (Zalitawia)
- chorwacki: Zemlje krune Svetog Stjepana
- serbski: Zemlje krune Svetog Stevana
- słowacki: Krajiny Svätoštefanskej koruny – Kraje Korony Świętego Stefana, Krajiny uhorskej koruny – Kraje Węgierskiej Korony